# Station RAF de Northolt
La station RAF de Northolt (code IATA : NHT • code OACI : EGWU) est une base de la Royal Air Force à South Ruislip, à 3,7 km à partir de Uxbridge dans l'arrondissement londonien de Hillingdon, à l'ouest de Londres. À environ 10 km au nord de l'aéroport de Londres Heathrow, la station traite un grand nombre de vols privés. Northolt a une piste opérationnelle de 1 687 m en bitume.
Northolt date d'avant la création de la Royal Air Force, ayant ouvert en mai 1915. Avant le déclenchement de la Seconde Guerre mondiale, la station a été la première à prendre livraison de la Hawker Hurricane. La station a joué un rôle clé lors de la Bataille d'Angleterre.
Lors de la construction de Heathrow, Northolt a été utilisée à des fins commerciales, devenant l'aéroport le plus fréquenté en Europe pour un temps et d'une base importante pour British European Airways. Plus récemment, la station est devenue la plaque tournante de l'armée de l'air britannique dans la région de Londres. La station a également été utilisé comme lieu de tournage pour les productions à Pinewood Studios.

## Situation
| Heathrow Gatwick Stansted Luton City Southend Blackbushe Denham Elstree Fairoaks Farnborough Lydd North Weald Redhill Rochester Stapleford White Waltham Wycombe RAF Northolt Damyns Hall Biggin Hill Oxford Héliport |

## Histoire

### Construction
À la suite du premier vol de Louis Blériot à travers la Manche en 1909, l'armée Britannique a considéré la nécessité de défendre le Royaume-Uni d'une future attaque aérienne. En mai 1910, Claude Grahame-White et d'autres pionniers de l'aviation ont volé autour de Ruislip, même s'ils ont vite cherché un aérodrome dans Londres, qui a finalement été construit à Hendon. Une proposition a été faite en 1912 pour la zone autour de Northolt. La société créée pour développer le site a été cotée sur le London Stock Exchange, mais l'idée n'a pas progressé davantage.
Le déclenchement de la Première Guerre mondiale a nécessité un nouvel aérodrome pour le Royal Flying Corps. 

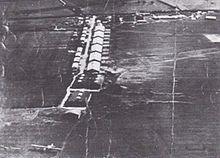
Vers l'est, la vue de l'aérodrome en 1917

La construction du nouvel aérodrome a commencé en janvier 1915. Il a ouvert le 3 mai 1915, de plus en plus connu comme Northolt. L'aérodrome est devenu "Northolt" en dépit d'être baptisé par le voisinage par "South Ruislip".

### Bataille d'Angleterre et Seconde Guerre Mondiale
Northolt est devenu une base active au cours de la Seconde Guerre Mondiale pour la Royal Air Force et la Force Aérienne polonaise. C'était la première station RAF pour mettre en œuvre le Hawker Hurricane. À l'approche de la guerre, la RAF a mis en œuvre une politique d'ajout de pistes en béton à d'importants terrains d'aviation. Ainsi, en 1939, Northolt avait une nouvelle piste en béton.

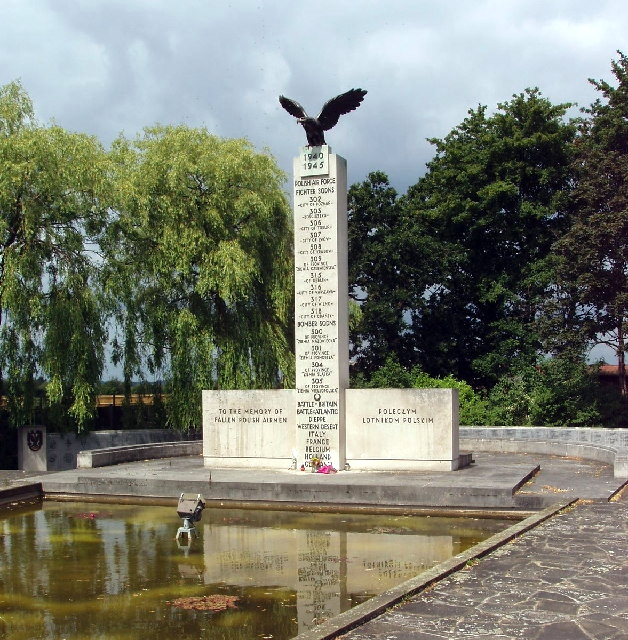
Le mémorial polonais de la Guerre près de RAF Northolt

Trente Alliés aviateurs y compris les militaires de la Belgique, du Canada, de la Tchécoslovaquie, de la Nouvelle-Zélande, la Pologne et le Royaume-Uni ont été tués, en volant depuis RAF Northolt au cours de la Bataille d'Angleterre, dont dix étaient polonais,
RAF Northolt est devenu le garage de l'avion personnel du Premier Ministre Winston Churchill. Cet avion a été utilisé pour voler vers des réunions avec d'autres dirigeants des pays Alliés. Du 20 au 21 juillet 1944, un bombardier Consolidated B-24 Liberator dénommé "Marco Polo" réalise le premier vol non-stop intercontinental, de Londres à Washington, DC, puis revient à Northolt depuis l'aéroport de La Guardia en 18 heures. En novembre de la même année, un Avro York vola non-stop à partir de Northolt au Caire pendant 10 heures et 25 minutes. Une nouvelle piste, 31/13, a été construite en mars 1946.

### L'après-guerre
À partir de 1946, l'aérodrome a été utilisé par l'aviation civile lors de la construction de l'Aéroport d'Heathrow à proximité. Au cours de cette période, Northolt est devenue une base importante pour British European Airways. D'autres compagnies aériennes, y compris Aer Lingus, Alitalia, Scandinavian Airlines System et Swissair ont utilisé l'aérodrome pour les services réguliers à travers l'Europe.

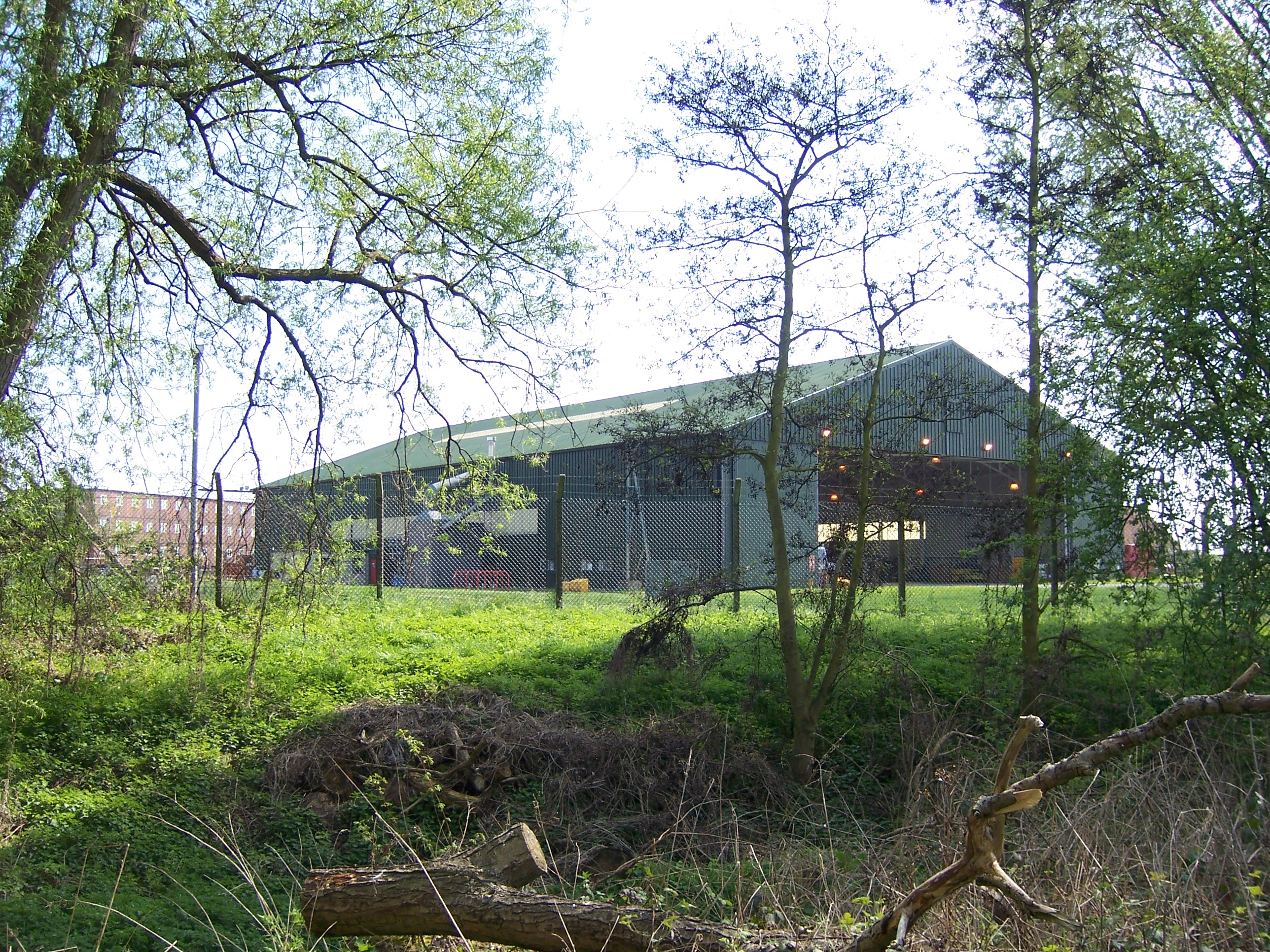
Un hangar de la RAF Northolt a été utilisé pour la séquence d'ouverture en 1983, film Octopussy

Au cours de 1952, un total de 50 000 mouvements aériens ont été enregistrés, faisant de l'aérodrome le plus fréquenté en Europe à l'époque. En route de Northolt à Dublin, le 10 janvier 1952, un civil Douglas C-47 Skytrain exploité par Aer Lingus et nommé "Saint Kevin" a volé dans une zone d'extrême turbulence causée par une montagne d'onde générée par le Snowdon. En conséquence, l'avion s'est écrasé dans une tourbière près de Llyn Gwynant dans le Snowdonia, tuant tous les vingt passagers et trois membres d'équipage dans le premier accident mortel.
Les vols civils ont cessé quand Heathrow a été inauguré en mai 1954 obligeant Northolt à redevenir un aérodrome uniquement militaire. Il est cependant arrivé que des avions commerciaux confondent les pistes d'Heathrow à celles de Northolt.

### L'aérodrome de nos jours

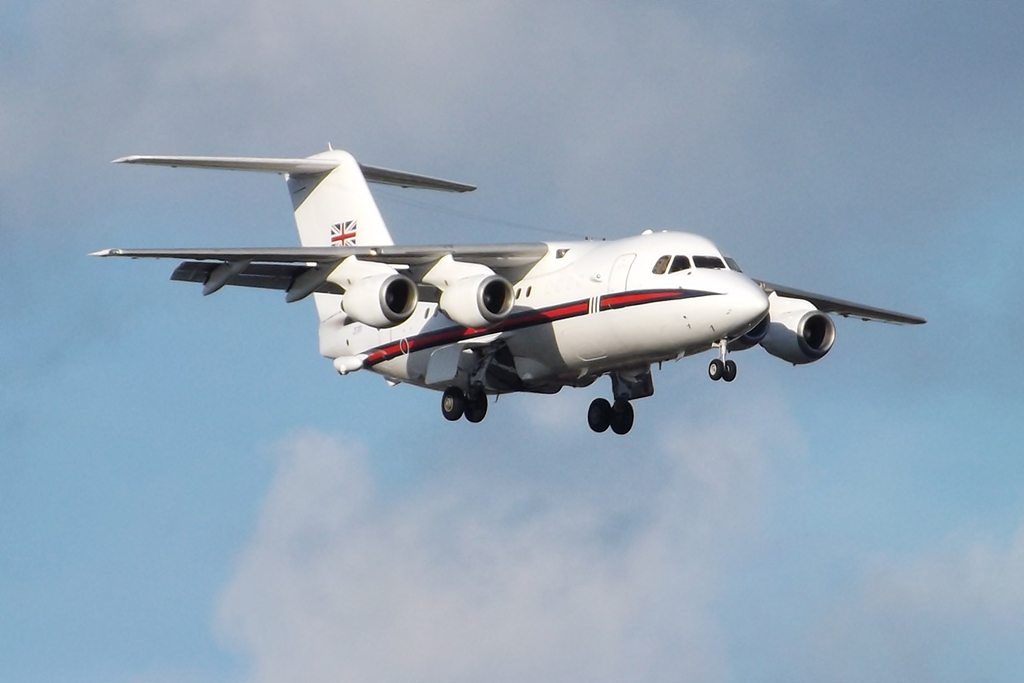
BAe 146 32 (Royal) de l'Escadron en 2013

### Modèle de projet de réaménagement
Le Ministère de la Défense a lancé[Quand ?] le projet de regrouper plusieurs de ses bases à Londres[Laquelle ?], y compris les opérations de la RAF Northolt[réf. nécessaire].